# Love and Bluff : Qui de nous trois ?
Love and Bluff : Qui de nous 3 ? est une émission de télévision française estivale de télé réalité diffusée sur TF1 du 3 juillet 2009 au 28 août 2009 et présentée par Flavie Flament.
À partir du 31 juillet 2010, et jusqu'à la fin de l'été 2010, l'émission a été rediffusée sur TMC à raison de deux épisodes chaque samedi soir en deuxième partie de soirée avec de bons résultats.

## Diffusion
L'émission, à raison de deux épisodes par semaine, était diffusée le vendredi soir en troisième partie de soirée, juste après l'émission hebdomadaire de Secret Story sur TF1 à l'été 2009.

## Principe
Un candidat, homme ou femme, croyant venir chercher l'amour entre trois célibataires, découvre qu'il doit en réalité choisir le véritable célibataire parmi trois prétendants de sexe opposé : un hétéro déjà en couple, un gay en couple et un hétéro effectivement célibataire.
Ignorant le statut de chacun, le candidat a un rendez-vous individuel avec les trois prétendants au cours desquels il essaye de découvrir leur statut en les questionnant, etc. afin de déterminer le bon célibataire et faire des pronostics provisoires.
À l'issue de ces rendez-vous, le candidat doit prendre une décision définitive et choisir entre les trois prétendants celui qu'il croit être le véritable célibataire et placer les deux autres avec leur conjoint respectif.
Pour lui permettre de faire le bon choix, le candidat avait droit à l'avis par téléphone de deux membres de sa famille ou des amis qui ont visionné les trois rendez-vous. Le candidat peut également tester les réactions des prétendants face à la photo des conjoints avant les rendez-vous.
Si le candidat découvre le bon prétendant célibataire, il gagne un voyage à Venise, ville des amoureux, qu'il partage avec ce célibataire et ainsi peut-être le début d'une histoire d'amour. 
Au contraire, si le candidat se fait bluffer et choisit un des prétendants déjà en couple, il offre le voyage à Venise à ce dernier qui le partage avec son conjoint.

## Commentaires
- Cette émission est adaptée du concept américain Gay, straight or taken ?.

- L'émission devait à l'origine s'intituler Une chance sur trois et être diffusée en access prime-time sur TF1[2].

- Une émission intitulée Libre, gay ou casé ?, présentée par Laura Joss et déjà inspirée du concept original Gay, straight or taken ?, avait été diffusée sur W9 en mars 2008[3].

## Controverses
Dans le magazine Têtu, un candidat gay a révélé juste avant la diffusion de la première émission de Love and Bluff : Qui de nous 3 ? le 3 juillet 2009, que les deux autres candidats au jeu étaient en fait des comédiens. La production lui aurait également suggéré des situations ou des bouts de dialogues démentant ainsi la spontanéité ou l'improvisation que suggère le programme. La récompense offerte, quant à elle, reste en partie à la charge des gagnants puisqu'ils bénéficient d'une demi pension dans un hôtel vénitien mais doivent eux-mêmes payer leur billet d'avion.
Dans un entretien donné à France-Soir en août 2010, l'animatrice, Flavie Flament, confie son sentiment à l'égard du programme, dans des termes très directs : « S’il y a un seul programme que je regrette d’avoir présenté, c’est Love and bluff. Une émission absolument merdique. La seule raison pour laquelle je l’ai acceptée, c’est parce que j’ai reçu des coups de fils incessants de la chaîne pendant 48 heures. L’animateur qui devait le présenter les avait lâchés. J’ai voulu leur rendre service. Ils m’ont dit qu’ils s’en souviendraient et que l’on pourrait enfin parler du magazine qui m’intéressait. Ça ne s’est jamais fait ».

## Audimat
| Épisode | Jour et horaire de diffusion         | Téléspectateurs | Parts de marché sur les 4 ans et plus | Référence       |
| ------- | ------------------------------------ | --------------- | ------------------------------------- | --------------- |
| 1       | Vendredi 3 juillet 2009 00:20-01:00  | 1 540 000       | 28,9 %                                | [ 6 ]           |
| 2       | Vendredi 3 juillet 2009 01:00-01:40  | 1 180 000       | 36,4 %                                | [ 6 ]           |
| 3       | Vendredi 10 juillet 2009 00:20-01:00 | 1 100 000       | 22,2 %                                | [ 7 ]           |
| 4       | Vendredi 10 juillet 2009 01:00-01:40 | 820 000         | 25,4 %                                | [ 7 ]           |
| 5       | Vendredi 17 juillet 2009 00:25-01:05 | 915 000         | 21,5 %                                | [ 8 ]           |
| 6       | Vendredi 17 juillet 2009 01:05-01:45 | 853 000         | 30,4 %                                | [ 8 ]           |
| 7       | Vendredi 24 juillet 2009 00:20-01:00 | 1 160 000       | 24,7 %                                | [ 9 ]           |
| 8       | Vendredi 31 juillet 2009 00:20-01:00 | 1 327 000       | 25 %                                  | [ 10 ]          |
| 9       | Vendredi 21 août 2009 00:05-00:45    | 1 450 000       | 24,1 %                                | [ 10 ]          |
| 10      | Vendredi 28 août 2009 00:40-01:20    | Non communiqués | Non communiqués                       | Non communiqués |

Légende :
Fond vert = Les meilleurs chiffres d'audiences.
Fond rouge = Les chiffres d'audiences les moins bons.